# Dendropsophus yaracuyanus
Espèce
Synonymes
- Hyla yaracuyana Mijares-Urrutia & Rivero, 2000

Statut de conservation UICN

 DD  : Données insuffisantes
Dendropsophus yaracuyanus est une espèce d'amphibiens de la famille des Hylidae.

## Répartition
Cette espèce est endémique de l'État d'Yaracuy au Venezuela. Elle se rencontre à "Los Bacos" dans la municipalité de Bolívar entre 1 580 et 1 600 m d'altitude dans la Sierra de Aroa,.

## Étymologie
Son nom d'espèce lui a été donné en référence à son lieu de découverte, l'État de Yaracuy.

## Publication originale
- Mijares-Urrutia & Rivero, 2000 : A New Treefrog from the Sierra de Aroa, Northern Venezuela. Journal of Herpetology, vol. 34, no 1, p. 80-84.